# Hiério (neoplatônico)
Hiério (em latim: Hierius) foi um filósofo romano do começo do século IV. Neoplatônico, foi discípulo de Jâmblico e professor de Máximo do Éfeso. Possivelmente pode ser identificado com o filósofo homônimo irmão de Diógenes.